# Echthistus rufinervis
Echthistus rufinervis är en tvåvingeart som först beskrevs av Johann Wilhelm Meigen 1820.  Echthistus rufinervis ingår i släktet Echthistus och familjen rovflugor. Inga underarter finns listade i Catalogue of Life.